# Lluís Benejam i Agell
Lluís Benejam i Agell (Barcelona, 27 de juliol de 1914 - Birmingham, Alabama, 28 de març de 1968) fou un pedagog musical, violinista i compositor de música de cambra i sardanes.

## Biografia
Lluís Benejam i Agell fou el segon fill dels quatre que tingueren el menorquí Mateu Benejam i Ferrer i la seva esposa Dolors Agell i Agell. La seva era una família culta, que es relacionava amb intel·lectuals i artistes. Dolors Agell era una pianista aficionada que impartí al seu fill els primers coneixements musicals.
Després de convèncer els pares que la seva vocació era la música, ingressà en el Conservatori del Liceu de Barcelona, on estudià les matèries d'harmonia i composició amb els mestres Antoni Bosom, Josep Barberà, Juan Lamote de Grignon i Antoni Massana, i rebé instrucció en violí del mestre Ferdinand Guerin. Amb el temps, assumí el rol de professor en aquesta institució. Ocupà les posicions de primer violinista tant a l'Orquestra Municipal de Barcelona com a l'orquestra del Liceu. A més, formà part de diverses agrupacions musicals com l'orquestra Ibèrica de concerts, l'orquestra professional de cambra i l'orquestra Ardèvol. Tot això es compaginà amb una exitosa carrera com a solista de violí al quartet de corda de Barcelona.
L'any 1952 es casà amb Francina Boqué, que havia estudiat llengües clàssiques a la Universitat de Barcelona i fou alumna seva de violí. Tingueren dues filles.
El 1953 fou guardonat amb el Premi Ciutat de Barcelona en la categoria de Música pel seu Poema per a orquestra de corda, que l'Orquestra Ciutat de Barcelona estrenà el 1954. Aquell mateix any inicia la seva etapa americana. Amb la seva família, s'establí inicialment a l'Equador a petició del violoncel·lista Ernest Xancó, que en aquell moment residia en aquest país. Amb Xancó i el violinista Roberto Plaja i el violista José Rodríguez de la Fuente, que l'havien acompanyat, fundaren el Cuarteto Nacional Ecuatoriano. A partir d'aquest quartet posteriorment es fo0rmà l'Orquestra Simfonia Nacional de l'Equador. Durant la seva estada a l'Equador, també exercí com a concertino i subdirector de l'Orquestra Simfònica Nacional i com a professor al Conservatori Nacional.
L'any 1959, a causa de la complicada situació política de l'Equador es traslladà als Estats Units d'Amèrica i s'estableix a Birmingham, on s'uneix a l'Orquestra Simfònica de la Ciutat i aconsegueix el títol de Doctor per la Universitat de les Arts d'Alabama. En aquesta nova etapa, exerceix com a professor de música de cambra i violí a la Birmingham Southern College, així com a la Universitat de Montevallo. Més endavant, continua la seva tasca com a professor a la facultat del Brevar Music Center de Carolina del Nord.

## Obres
A Barcelona, se centrà principalment en la música de cambra, tot i que va trobar un terreny més fèrtil als Estats Units d'Amèrica, on la majoria de les seves obres van ser estrenades per l'orquestra simfònica de Birmingham. Compositor d'una prolífica producció de música de cambra, va seguir les formes més clàssiques, sempre amb un toc acadèmic i una estructura molt ben elaborada. Es va destacar principalment per les seves esplèndides i acolorides orquestracions, així com pel seu gust per la dissonància, el que el situa dins d'un cert corrent neoclàssic.
Lluís Benejam i Agell també va expressar el nacionalisme en la seva obra, cosa que es fa evident en la inspiració de diverses de les seves composicions, com ara Lorqueña, amb una recitació basada en el poema de Sánchez Mejías, caracteritzat per un nacionalisme que no evolucionava. Obres com Obertura Flamenca, Preludi Hondo i altres també en mostren empremtes notables d'interès especial Concert per a violí i orquestra en tres temps, amb un llenguatge més avançat, així com el seu Concert per a saxo, que havia estat una sonata anterior per a aquest instrument i piano.
Es conserven manuscrits i obres seves a la biblioteca de la Universitat de Montevallo (UOM).

### Música simfònica[4]
- Concert per a oboè i orquestra, (1956)
- Concert per a oboè, violí i orquestra de corda
- Concert per a saxo i orquestra
- Concert per a trompeta
- Concert per a violí i orquestra
- Fantasia on the First Beatitude
- Lorqueña, 1, F. García Lorca
- Obertura flamenca
- Preludi per a orquestra
- Preludis Ibèrics per dos pianos i orquestra
- Suite per a orquestra

### Conjunt instrumental[4]
- Quartet de corda número 1 (1950)
- Poema per corda
- Sui, 1951
- Sonata número 1, violí, piano (1951)
- Tres peces per a oboè i quartet de corda (1951)
- Trio per a violí, viola i piano (1954)
- Concerto grosso (1956)
- Quartet de corda número 3 (1959)
- Sonata número 2, violí i piano (1959)
- Adagio i Allegro, violí i piano (1960)